# Simonskall
Simonskall is een plaatsje in de Duitse gemeente Hürtgenwald, deelstaat Noordrijn-Westfalen, en telt 32 inwoners (31 maart 2021).
Het plaatsje ligt op een toeristisch aantrekkelijke locatie in het Eifelgebergte ten zuiden van Vossenack. Door Simonskall stroomt de Kall, een zijriviertje van de Rur.
In de 17e eeuw ontstond het als een gebouwencomplex rondom een grote watermolen, waar een ijzerbewerkingsbedrijf (hamermolen, 7 km verderop de bossen in) en een zeepziederij in bedrijf waren. In de 19e eeuw werden deze bedrijven gesloten. De meeste van deze gebouwen bestaan nog en vormen een schilderachtig ensemble.
Te Simonskall staan enkele hotels, pensions en vakantiewoningen. Langs het plaatsje loopt een populaire mountainbikeroute. Maar ook wandelaars en gewone fietsers vinden er uitgezette routes, waaronder één langs bunkers uit de Tweede Wereldoorlog. In de omgeving van Simonskall vond eind 1944 de Slag om het Hürtgenwald plaats.

## KunstenaarsgroepKalltalgemeinschaft
Van 1919 tot 1921 was in het 17e-18e-eeuwse vakwerkhuis Junkerhaus te Simonskall korte tijd een groep Duitse, politiek linkse kunstenaars (Kalltalgemeinschaft) actief. Enkelen van hen werden internationaal beroemd. Het werk van de meeste beeldend kunstenaars onder hen wordt tot het constructivisme gerekend.
Tot deze groep hebben o.a. behoord:
- Franz Wilhelm Seiwert (Keulen, 9 maart 1894 - aldaar, 3 juli 1933), avant-gardistisch schilder en beeldhouwer, en lid van de Keulse Progressieven.
- Käthe Jatho-Zimmermann (pseudoniem: Karl Zimmermann; * 21 juni 1891 te Bergisch Gladbach; † 1989 te Keulen), schrijfster; onderhield reeds van 1916-1919 samen met haar man in hun huis te Keulen een kring van progressieve, vernieuwende kunstenaars in vele disciplines; zij en haar man hebben de Kalltalgemeinschaft feitelijk opgericht.
- Carl Oskar Jatho (pseudoniem: Peter Petry; * 23 mei 1884 in Boekarest, Roemenië; † 23 juni 1971 te Keulen) Duits essayist, dichter, schrijver en cultuurfilosoof. Echtgenoot van Käthe Jatho-Zimmermann.
- Frieda Wilhelmine Martha „Marta“ Hegemann, behield na haar echtscheiding de achternaam Räderscheidt (* 14 februari 1894 in Düsseldorf; † 28 januari 1970 te Keulen) grafisch kunstenares en schilderes, wier werk wordt gerekend tot het dadaïsme, was vooral in het jaar 1925 beroemd.
- Hubert Anton Räderscheidt (* 11 oktober 1892 in Keulen; † 8. maart 1970 ibidem) schilder van de kunstrichting Nieuwe zakelijkheid, van 1918-1934 getrouwd met Marta Hegemann.
- Otto Freundlich (Słupsk (Pommeren), 10 juli 1878 – Majdanek (concentratiekamp Polen), 9 maart 1943), schilder, graficus en beeldhouwer. Hij was een der eerste vertegenwoordigers van de abstracte kunst (o.a. het dadaïsme).
- B. Traven (Ret Marut) (vermoedelijk 1890 - 26 maart 1969) is een raadselachtige schrijver die zijn verhalen in het Duits publiceerde.
- Heinrich Hoerle (* 1 september 1895 in Keulen; † 3 juli 1936 ibidem), schilder, behoorde korte tijd tot steeds andere richtingen (o.a. VOOR zijn Simonskall-periode korte tijd met Max Ernst bevriend); echtgenoot van Angelika Hoerle.
- Angelika Hoerle, geboren Fick, (* 20 november 1899 in Keulen; † 7 september 1923 ibidem), schilderes, behoorde tot de Keulse dada-kunstenaarsgroep Stupid

Een belangrijk product van deze kunstenaarsgroep is een achttal, met een handpers gedrukte, edities (oplage: 100 exx.) van literaire teksten (Kalltalpresse, Druckschriften der Kalltal-Gemeinschaft), die de beeldende kunstenaars van illustraties van hun hand hadden voorzien.
Het Junkerhaus, waar deze groep kunstenaars actief was, is op beperkte tijden ten dele opengesteld voor publiek. Er worden van tijd tot tijd uiteenlopende kunstexposities gehouden, alsmede lezingen met diavoorstellingen.

## Afbeeldingen

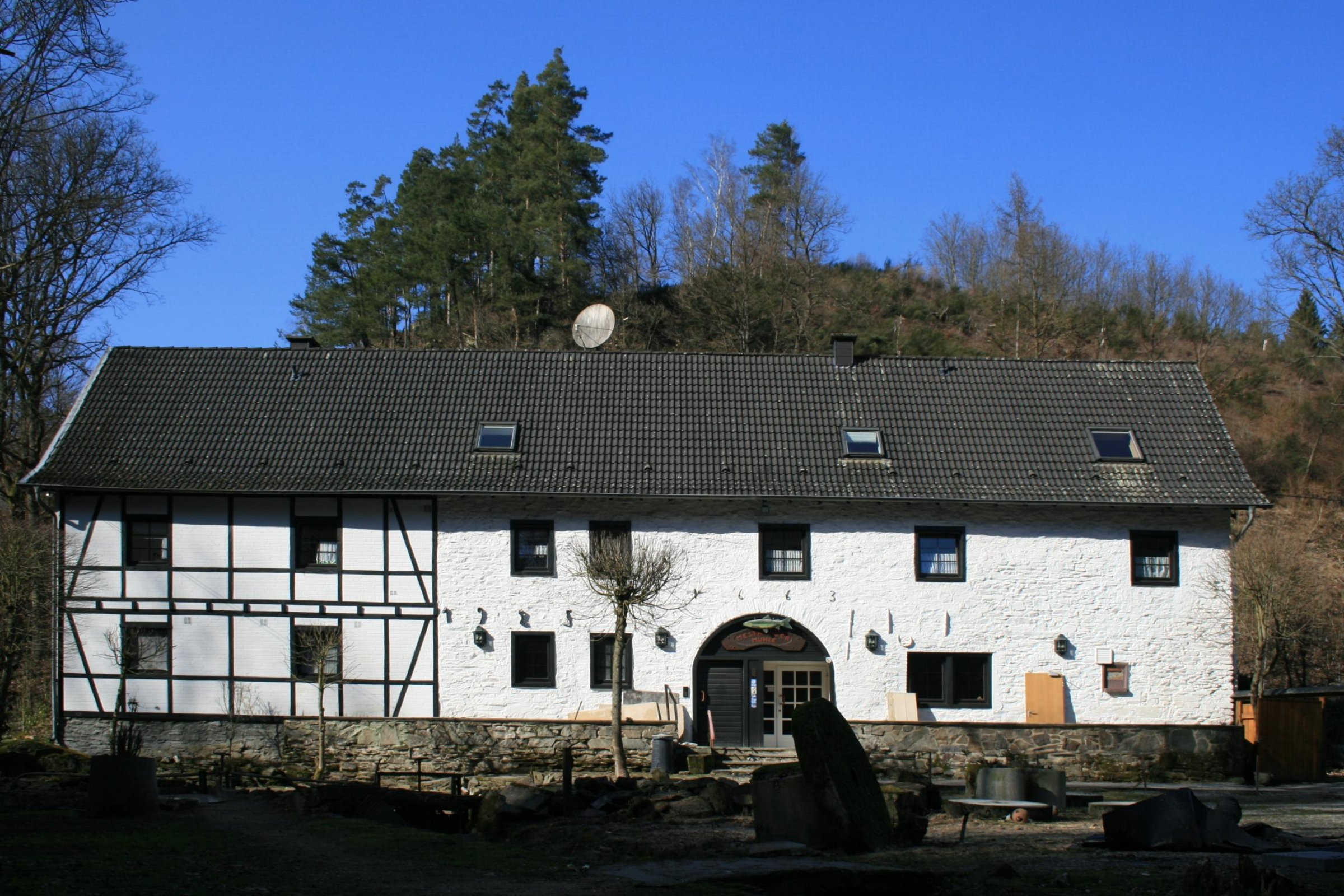
Watermolen Messtrenger Mühle
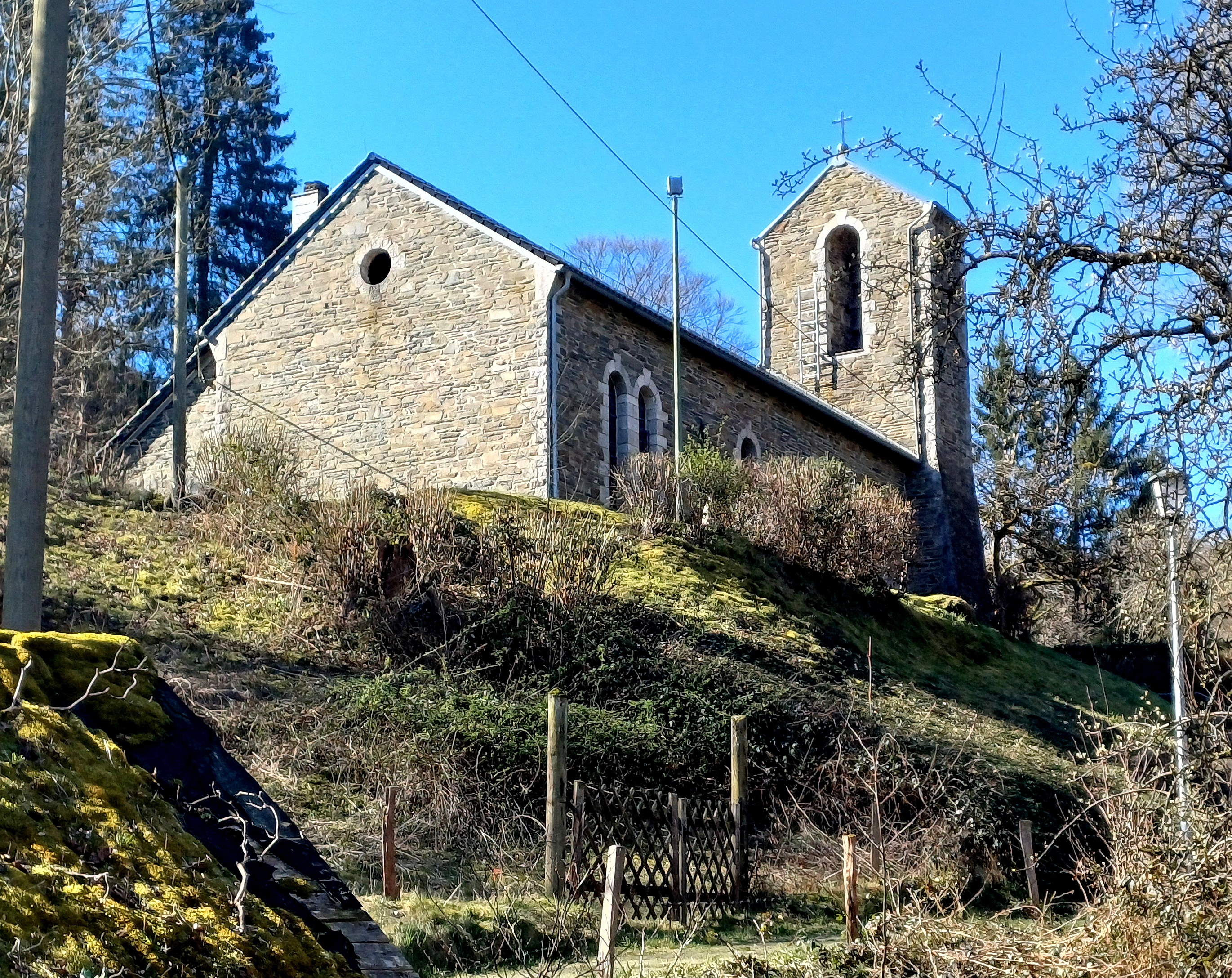
O.L. Vrouwekapel (1936)
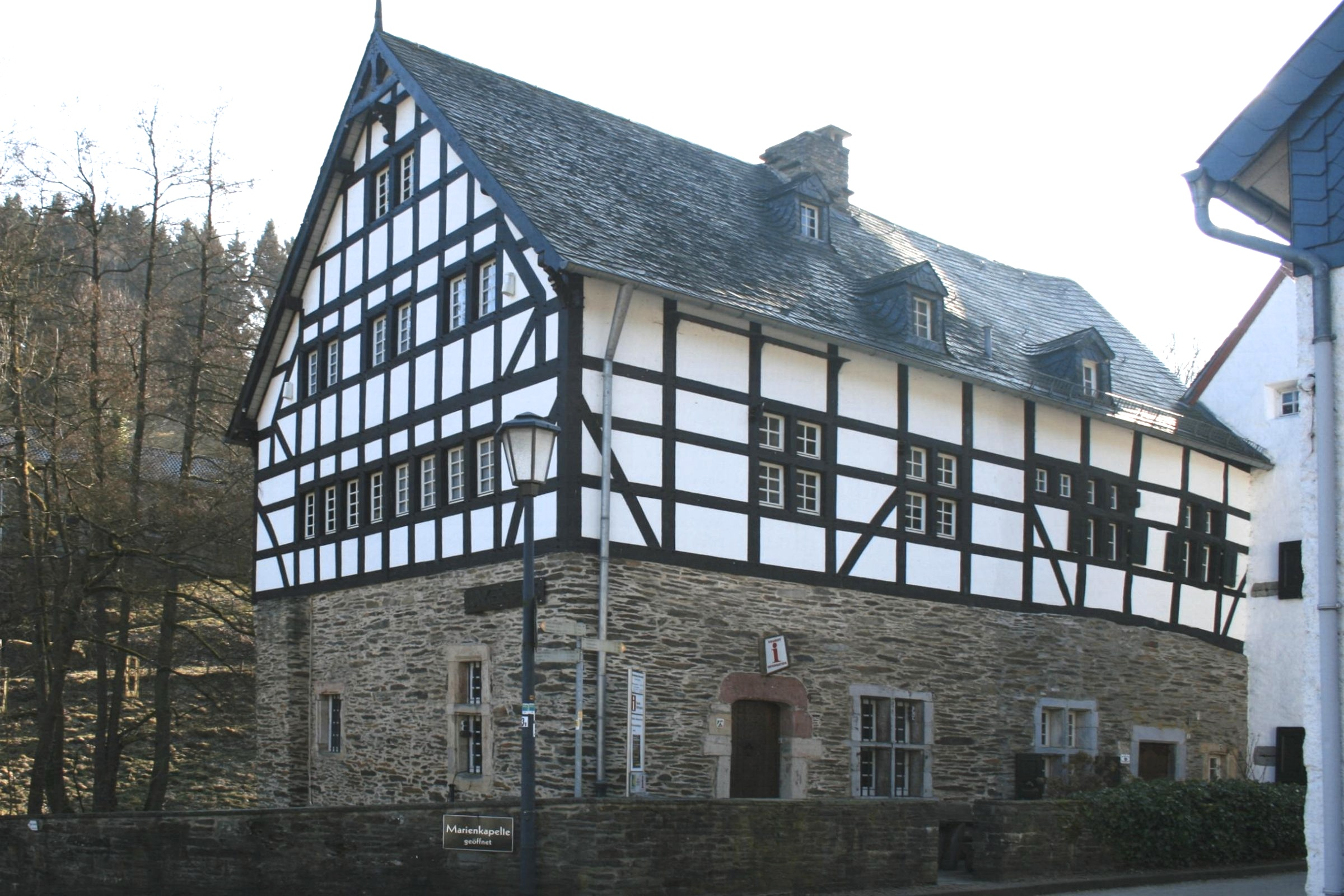
Het Junkerhaus